# Целостность эго

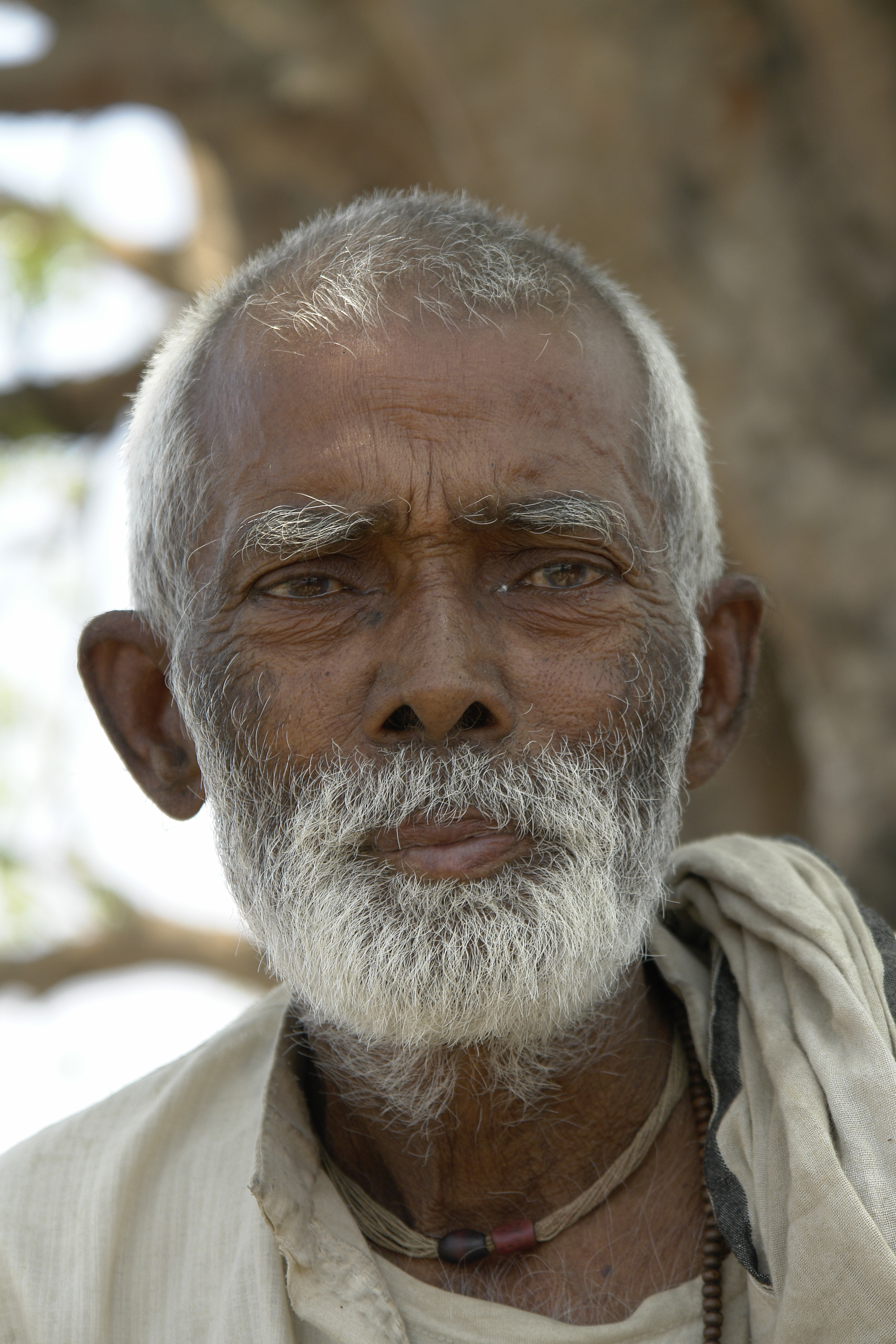
Целостность эго позволяет человеку бороться с отчаянием в старости

Целостность эго (также «эго-идентичность», лат. ego — «я сам») — такая совокупность представлений о себе, которая позволяет чувствовать свою уникальность, характеристика, которая по Эриксону помогает бороться с отчаянием в старости (он называл эту борьбу, дающую шанс обрести мудрость — «целостность эго против отчаяния», ego integrity vs. despair), по нему развитие идентичности происходит ступенчато, через кризисы идентичности и на восьмом (последнем) этапе психосоциального развития, когда человек, осознавая прожитую жизнь (занимаясь «обзором жизни») испытывает либо удовлетворение достигнутым, либо отчаяние и боль за допущенные ошибки, в условиях невозможности их уже исправить. Целостность эго (эго-идентичность) по Козлову — это чувство-ощущение тождественности личности самой себе (непрерывности своего Я) на разных этапах жизни. Эго-идентичность является фактором формирования личностной зрелости. По Н. Лейтесу, это понятие включает в себя:
- чувство собственного существования;
- чувство своей «отдельности» от окружающих;
- чувство качества, то есть понимание специфики предметов и явлений окружающего мира, людей и отношений между ними;
- чувство отличия от других, которое связано с ощущением собственной индивидуальности;
- чувство постоянства, которое подразумевает ощущение себя человеком во временной перспективе;
- чувство целостности, связанное с комплексом ощущений себя как единого целого;
- чувство связности, которое касается внутренних элементов того, что воспринимается как определённая психологическая целостность;
- влияние представлений о себе на чувство самости;
- стремление одновременно к постоянству и изменчивости.

А. С. Зубаирова-Валеева: Восстановление утерянного ощущения целостности эго (описываемое автором как «полнота бытия», «ядро-совокупность», «инстинкт жизни», «инстинкт возрождения») возможно также в рамках религиозных практик. Зубаирова-Валеева опирается в этом на то, что архетипы могут выступить в роли побудителя этого чувства.

## Другие авторы
Гейл Шихи назвал эту стадию развития «второй взрослой жизнью … эпоха целостности (65-85+)». У Ловингера названа как «Интегрированная стадия».
В своей структурной теории Зигмунд Фрейд описал эго как посредника между ид и супер-эго, обеспечивающим связь и баланс с внешним миром. Задача эго сбаласировать личность между примитивными побуждениями, моралью и реальностью, найдя компромисс для ид и суперэго. Фрейдисты рассматривали эго как формирующееся из отдельных «ядер»: «Конечное эго формируется путем синтетической интеграции этих ядер, и в определённых состояниях регрессии эго становится очевидным расщепление эго на его исходные ядра».
Лакан развивал эту линию, указывая на возникновение симптомов психологических нарушений при распаде этого единства.
У Цицерона это старость приобретает смысл в достижении полного самообладания, что является идеалом стоического восприятия мира философом.